# 보르네오검은띠다람쥐
보르네오검은띠다람쥐(Callosciurus orestes)는 다람쥐과에 속하는 설치류의 일종이다. 보르네오섬 북부 지역에서 발견된다.

## 분포
보르네오섬 북부의 중간 고도에서 발견된다. 둘리트 산(해발 1000m 이상)에 서식하는 것으로 알려져 있으며, 사라왁 북부 지역의 모든 산악 모식산지, 우순 아파우와 케라빗 고지대, 페루산 상부의 비슷한 고도에서도 발견된다. 사바 주의 키나발루 산(1000~1700m)과 트루스 마디 산(1500m 이상_에서도 발견된다. 저지대 산지림과 딥테로카르푸스과 식물 숲 상부에서도 제한적으로 서식한다.

## 습성 및 생태
상체는 섬세한 갈색 얼룩 무늬가 있고, 귀 뒤에 연한 담황색 반점 무늬가 있다. 하체는 회색이고, 불그스레한 색조를 띠기도 한다. 검은색과 담황색, 흰색 줄무늬를 갖고 있다. 주행성 동물로 낮에 활동한다. 작거나 중간 크기의 나무 속에서 서식한다. 최근 키나발루 산의 두 종에서 과일과 검은 개미가 발견되었다.

## 보전 상태
IUCN 적색 목록은 중고도의 산지에 사는 종으로 넓은 분포 지역을 갖고 있기 때문에 보르네오검은띠다람쥐를 관심대상종으로 분류하고 있다. 일부에서 숲 파괴가 일어나고 있지만, 준위협종으로 분류할 정도는 아니다.